# Fire Emblem: Path of Radiance
Fire Emblem: Path of Radiance (ファイアーエムブレム 蒼炎の軌跡?, Faiā Emuburemu: Sōen no Kiseki) è un videogioco di ruolo del 2005 sviluppato da Intelligent Systems e pubblicato da Nintendo per Nintendo GameCube. Nono capitolo della serie Fire Emblem, è il primo titolo della saga a presentare grafica tridimensionale, full motion video e doppiaggio dei protagonisti.
La storia è ambientata sul fittizio continente di Tellius, completamente scollegata ai Fire Emblem precedenti e il gioco presenta un nuovo sistema di preparazione alla battaglia ed una nuova razza ibrida umano-animale, i "Laguz".
Il videogioco ha ricevuto un sequel dal titolo Fire Emblem: Radiant Dawn, distribuito per Wii. Il protagonista di Path of Radiance, Ike, è presente come personaggio giocante nella serie Super Smash Bros. a partire da Super Smash Bros. Brawl.

## Storia

### Trama
La storia di Fire Emblem: Path of Radiance è slegata ai precedenti titoli in tutto e per tutto. Il gioco inizia quando il protagonista, Ike, figlio di Greil, entra come ultimo membro nella compagnia mercenaria di suo padre, i Mercenari di Greil. La compagnia opera entro i confini di Ozna, una nazione di umani non mutaforma (noti come "Beorc"), che confina a sud con Gania, una nazione popolata da Laguz, mutaforma, appartenenti alla Tribù delle Bestie. Dopo pochi capitoli dall'inizio del gioco, Daein, una nazione beorc confinante, invade Ozna. Poco dopo Ike incontra in una foresta una donna priva di sensi, che si rivelerà essere la Principessa Ozniana, Elincia Ridell Ozna. Di fronte allo spietato assalto di Daein, Greil guida i mercenari in Gania, ma lì viene ucciso dal Cavaliere nero, il migliore dei Quattro Cavalieri di Daein (i quattro generali di fiducia del re di Daein, Ashnard il Folle), nonché braccio destro del re stesso ed ex-allievo di Greil. Quest'ultimo, un tempo noto come Gawain, apparteneva agli Antichi Quattro Cavalieri di Daein (che lavoravano per i sovrani precedenti ad Ashnard). Ike, dopo essersi addolorato per la morte del padre insieme a sua sorella minore Mist, giura vendetta e prende il comando della compagnia mercenaria. Quest'evento segna l'inizio di una lunga avventura che porterà Ike, Elincia e i mercenari attraverso il continente di Tellius, e finirà con la sconfitta di Daein e la restituzione del trono di Ozna alla sua famiglia reale, e quindi ad Elincia, che diverrà Regina.
Nel corso del gioco, Ike e i suoi compagni devono superare le lunghe tensioni razziali fra Beorc e Laguz per formare un'alleanza contro il loro vero nemico, Ashnard, il Re Folle. In particolare, Ike opera per ristabilire una relazione fra l'impero beorc di Begnion e i tre membri superstiti del Clan laguz degli Aironi, il quale fu sterminato in un genocidio noto come il Massacro di Serenes. Dopo essere riuscito in quest'impresa, ad Ike è assegnato il comando di un esercito misto (composto da Laguz e Beorc), che lui guida attraverso Daein ed infine di nuovo in Ozna, affrontando e uccidendo prima il Cavaliere nero, e infine lo stesso Re Ashnard.

### Ambientazione
Path of Radiance è ambientato nel continente fittizio di Tellius, diviso in sette nazioni, alcune governate dai Laguz, altre dai Beorc:
- Ozna: Un regno beorc, dimora dei Mercenari di Greil, presto invaso da Daein.
- Daein: Un regno beorc, antagonista della storia sin da quando Re Ashnard è asceso al trono.
- Begnion: Una teocrazia beorc venerante la dea Ashera. La figura autoritaria è l'Imperatrice, l'Apostolo Sanaki, che spesso ha contrasti con il Senato. È l'unico impero di Tellius, nonché lo stato più grande.
- Gania: Dimora dei Laguz della Tribù delle Bestie, confinante con Ozna, governata dal Re Caineghis.
- Phoenicis: Dimora del Clan dei Falchi e governata da Tibarn.
- Kilvas: Dimora del Clan dei Corvi, i più disonorevoli, governati da Naesala.
- Goldoa: Dimora della Tribù dei Draghi, isolata dal resto di Tellius e neutrale da sempre, governata dal leggendario Deghinsea.

### Il Fire Emblem
A Tellius, il Fire Emblem (o Emblema di Fuoco) è un medaglione di bronzo in possesso di Lehran.
Detiene l'anima di un dio maligno capace di disintegrare l'anima di una persona; quando Greil lo tocca, momentaneamente impazzisce ed elimina chiunque gli si para intorno, moglie inclusa, quando questa gli rimosse il medaglione dal collo. Solo una persona spiritualmente bilanciata può indossare il medaglione senza sortirne gli effetti malefici Elena, madre di Ike, e Mist, sorella minore del secondo, sono le uniche a riuscirci.
Il medaglione appartenne un tempo ai Laguz del Clan degli Aironi, di cui Lehran faceva parte, abitanti della Foresta di Serenes, il cui compito era proteggerlo per non diffondere il male nel mondo. Il Massacro di Serenes forzò Lillia e la sua famiglia a fuggire con il medaglione, per poi essere catturati dalle forze di Ashnard. A Lillia fu ordinato di liberare il dio oscuro, ma non poteva. Divenne amica con Elena, la madre di Ike e Mist, a cui passò il medaglione, finito infine in mano di sua figlia Mist.
Nella modalità Difficile - anche in quella Maniaco nella versione giapponese del gioco - Ashnard rilascia i poteri del dio e se ne impossessa, per essere comunque sconfitto da Ike e i suoi valorosi.

## Meccanica di gioco
Il gioco mantiene le meccaniche di gioco fondamentali della serie, come il triangolo delle armi e i campi di battaglia a griglia. I supporti tra le unità si sviluppano differentemente e la preparazione alla battaglia presenta numerose aggiunte.

### Nuova razza
Path of Radiance introduce i Laguz, razza muta-forma, che hanno una barra particolare (Barra di Trasformazione), la quale una volta riempita consente la trasformazione in animali. I Laguz rimangono umani o animali in tempi corrispondenti, eccetto se equipaggiati con un particolare oggetto, con il quale rimangono sempre animali. Tre sono le tribù di Laguz esistenti a loro volta divise in tre clan ciascuna:
- la Tribù delle Bestie, che include i Gatti, le Tigri e i Leoni;
- la Tribù degli Uccelli, composta da Corvi, Falchi e Aironi;
- la Tribù dei Draghi, che si dividono in Neri, Bianchi e Rossi.

In forma animale, i Laguz utilizzano il loro stesso corpo come arma: le Bestie attaccano con artigli e zanne, gli Uccelli (tranne gli Aironi, che non combattono) con grinfie e becchi, e i Draghi con il loro soffio infuocato. Le armi dei Laguz non si infrangono mai, essendo parte del loro corpo, ma quando umani, i Laguz non possono attaccare, perché non sanno maneggiare armi artificiali. Ogni specie laguz ha differenti debolezze elementali: fuoco per le Bestie, vento per gli Uccelli, tuono per i Draghi. Gli Uccelli possono volare in entrambe le forme, umana e animale, ma soffrono di doppia debolezza - arco e vento, proprio come i pegasi.

### Classi delle unità
Path of Radiance permette la promozione di un personaggio beorc alla classe successiva, se l'unità raggiunge il livello ventuno, altrimenti si può usare un Sigillo Supremo con cui promuovere l'unità prima del ventunesimo livello. I Laguz non cambiano classe. Path of Radiance introduce nuove classi, omettendo quelle presentate nel precedente Fire Emblem: The Sacred Stones, inoltre alcune classi possono usare armi prima esclusive ad altre classi.

### Unità amiche
Path of Radiance introduce le unità amiche, dei supporti esterni per il giocatore durante la battaglia. Queste unità si muovono prima dei nemici ma dopo gli alleati e sebbene siano incontrollabili, possono ricevere istruzioni da Ike con il comando "Chiedi" per evitare nemici, radunarsi in un punto, creare un blocco oppure muoversi liberamente andando ad attaccare i nemici. Alcune unità di supporto possono essere reclutate se sopravvivono. Tanith può richiamare, una volta per battaglia, sei soldati della Guardia Sacra dell'Apostolo di Begnion.

### Base
Path of Radiance è il primo Fire Emblem a presentare una base in cui i personaggi si trovano prima della battaglia. Prima dell'apparizione della base, Soren informa sulla battaglia precedente, dando un resoconto generale. Nella base si possono organizzare gli strumenti, commerciare, assegnare esperienza bonus o abilità ai personaggi, creare relazioni di supporto tra i personaggi, salvare il gioco e assistere a conversazioni informative, specifiche per ogni capitolo e indicate da una, due o tre stelle. Quelle ad una stella mostrano scene relative alla storia, quelle a due stelle provvedono consigli sulla battaglia a venire e quelle a tre stelle indicano conversazioni dalle quali si possono trarre nuove abilità o personaggi aggiuntivi.

#### Esperienza
Esperienza bonus è disponibile al termine di ogni capitolo ed è relazionata all'andamento della missione precedente - meglio si gioca il capitolo precedente, maggiore sarà l'esperienza bonus - ed è consigliabile distribuirla ai personaggi tardivi e di basso livello.
Disponibile in Path of Radiance la modalità Fixed, sbloccabile dopo aver portato a termine il gioco una volta: in base all'arma usata, al tipo di nemico ucciso e altri fattori nascosti, i personaggi saranno più avvantaggiati nelle statistiche d'attacco, in quelle di difesa, o in entrambe.
La modalità casuale - ovvero ogni personaggio dispone di una percentuale di crescita per ogni statistica, comune a tutti i giochi della serie - è quella iniziale ed è facilmente sfruttabile per ottenere personaggi eccessivamente potenti.

#### Abilità
Il sistema d'abilità introdotto in Fire Emblem: Seisen no Keifu,, è riproposto diversamente. Ogni personaggio dispone di una barra dotata di un numero massimo di punti: utilizzando le pergamene delle abilità si possono apprendere le abilità corrispondenti, che a seconda del loro numero di punti, occupano la barra. Ogni personaggio dispone di una barra abilità differente e ci sono delle abilità particolari apprendibili solo da determinate classi. Più è utile un'abilità, maggiore sarà lo spazio libero che richiederà nella barra, inoltre non tutte le abilità si attivano allo stesso modo; alcune si attivano quando la percentuale energia di un personaggio è al di sotto di un certo livello, altre si attivano quando una certa statistica rientra nei canoni richiesti.

#### Supporto
Il sistema di supporto torna e funziona come nei precedenti titoli, eccetto che le conversazioni di supporto sono sbloccabili e leggibili nella base, a seconda del numero di capitoli in cui due unità compatibili combattono assieme. Sfortunatamente, non si possono rileggere le conversazioni tra personaggi come nei precedenti titoli, ma è possibile leggere quali sono i bonus concessi dal supporto attuale con il personaggio affine.

#### Forgiatura delle armi
Il gioco introduce la forgiatura: più un'arma differisce dalle statistiche iniziali, siano i guadagni positivi o negativi, maggiori saranno le monete da spendere. Da aggiungere che con l'avanzare del gioco ci sono nuovi elementi apponibili durante la forgiatura, inoltre il nome di un'arma personalizzata e l'icona possono essere cambiati gratuitamente. La fucina si può visitare una volta per capitolo, quando si torna alla base.

### Preparativi
Prima di iniziare la battaglia vera e propria, c'è un menú su schermo, che è quello dei preparativi. Si possono scegliere le unità che combatteranno, riposizionarle, effettuare scambi di strumenti fra i personaggi, cambiare le opzioni di gioco, visualizzare il rapporto (schermata nella quale si può controllare il numero di unità alleate, avversarie, amiche e neutrali, i loro comandanti e gli obiettivi per vincere, o le condizioni per le quali si può perdere), tornare alla base e salvare il gioco. Selezionando l'ultima voce del menú, "Fine", avrà inizio la battaglia.

### Cambiamenti dalla versione giapponese
Il gioco sostituisce la modalità "Maniaco" - estremamente difficile sin dal primo capitolo - con una modalità facile e potenzia le classi Mirmidone, Berserker e Cecchino con un bonus del 15% nell'assestare un colpo triplo, proprio come le classi omonime in Fire Emblem e Fire Emblem: The Sacred Stones. Path of Radiance è il primo gioco a presentare un doppiaggio completo: nella versione giapponese, tutti i dialoghi sono doppiati, mentre la versione americana si limita a doppiare le scene di intermezzo.

## Sviluppo
Path of Radiance è il primo titolo della serie Fire Emblem tridimensionale, sia sul campo che in battaglia, sostituendo i colorati sprite. È anche il primo titolo a presentare full motion video e doppiaggio nelle scene chiave. I FMV sono concessione della Production I.G.. Soltanto i ritratti dei personaggi, le icone e le schermate dei menu rimangono bidimensionali ed in alta risoluzione.
Yuka Tsujiyoko, compositore proficuo della serie, fu molto attivo durante la registrazione e composizione della colonna sonora di questo titolo e per la prima volta ha implementato canzoni complete.

## Accoglienza
| Testata   | Giudizio |
| --------- | -------- |
| EGM       | 8,17/10  |
| GI        | 9/10     |
| GameSpot  | 8,6/10   |
| IGN       | 8,7/10   |
| Eurogamer | 8/10     |
| NP        | 9,5/10   |

Path of Radiance è stato premiato anche per la colonna sonora e l'eccellente trama. Un recensore della IGN, Schneider, descrisse le sequenze in CG come "stupendamente animate" e considerò la musica "stupefacente". " A non essere assai graditi furono la veste grafica leggermente sorpassata e l'eccesso di dialoghi, tipico tratto della serie, quest'ultimo.
Eurogamer definì la meccanica di gioco "sempliciotta", definendola priva di complessità rispetto a titoli simili - vedasi Final Fantasy Tactics. I recensori menzionarono anche la frustrazione dovuta alla casualità di molte situazioni che avrebbero condotto alla morte irreversibile di un personaggio favorito. Nonostante tutto, il gioco fu applaudito per aver mantenuto fede alla tradizione con le sue numerose qualità e innovazioni. Path of Radiance vendette in Giappone oltre 150 000 copie entro il 31 dicembre 2006.